# Gaeta ostroma (1806)
Az austerlitzi csata után, 1806 tavaszán a francia csapatok megtámadták a Nápolyi Királyságot. A nápolyi-szicíliai erőket a Campotenesei csatában szétzúzták, I. Ferdinánd Szicíliába menekült, átengedte a nápolyi koronát a franciáknak. Napóleon a testvérét, Joseph Bonapartét ültette a trónra.
1806 júliusában a franciák teljesen szétzúzták a nápolyiak ellenállását, eltekintve a calabriai  felkeléstől és a Gaeta-i helyőrségtől.
Gaeta ostroma 1806. február végén  kezdődött, a harmadik koalíció háborúinak idején. Masséna francia tábornok ostromolta az erődöt. A helyőrség heves ellenállást tanúsított, így a francia tábornoknak öt hónapi kemény ostromába került, hogy megtörje a védők ellenállását. Masséna különben is kénytelen volt erőinek egy részét a calabriai felkelés ellen küldeni, aztán az angolok ellen, akik partra szálltak délen, és győzelmet arattak a maidai csatában. John Stuart angol tábornok serege a győzelem után nem nyújtott segítséget a felkelőknek, hanem megelégedve néhány part menti francia helyőrség kifosztásával, visszavonult Szicíliába, ezzel tulajdonképpen a védők sorsát megpecsételte.
1806. július 18-án a heves tüzérségi tűz után, ami megtörte a védőket, a franciák elfoglalták az erődöt. Gaeta a napóleoni Nápolyi Királyság nagyhercegségéhez került, a nevét Martin-Michel-Charles Gaudin (lásd:fr:Martin Michel Charles Gaudin) pénzügyminiszter 1809-ben Gaete-re változtatta. A sors fintora, hogy Gaeta volt az utolsó város, ami a legtovább tartott ki Napóleon mellett, amíg egy osztrák-angol sereg végül visszafoglalta a franciáktól, az utolsó felvonásaként a nápolyi háborúnak.

## Fordítás
- Ez a szócikk részben vagy egészben  a   Siege of Gaeta (1806) című angol Wikipédia-szócikk fordításán alapul.  Az eredeti cikk szerkesztőit annak laptörténete sorolja fel. Ez a jelzés csupán a megfogalmazás eredetét és a szerzői jogokat jelzi, nem szolgál a cikkben szereplő információk forrásmegjelöléseként.